# Gebaran
Gebaran – wieś w Iranie, w ostanie Azerbejdżan Zachodni. W 2006 roku  liczyła 119 mieszkańców w 38 rodzinach.